# Běšiny
Běšiny (německy Bieschin) jsou obec v okrese Klatovy v Plzeňském kraji. Žije zde 813 obyvatel.

## Historie
První písemná zmínka o obci pochází z roku 1379.

## Obyvatelstvo
| Rok            | 1869  | 1880  | 1890  | 1900  | 1910  | 1921  | 1930  | 1950  | 1961  | 1970 | 1980 | 1991 | 2001 | 2011 | 2021 |
| -------------- | ----- | ----- | ----- | ----- | ----- | ----- | ----- | ----- | ----- | ---- | ---- | ---- | ---- | ---- | ---- |
| Počet obyvatel | 1 366 | 1 310 | 1 379 | 1 434 | 1 475 | 1 520 | 1 374 | 1 023 | 1 075 | 995  | 893  | 878  | 859  | 830  | 819  |
| Počet domů     | 155   | 161   | 177   | 183   | 196   | 194   | 228   | 256   | 250   | 244  | 240  | 280  | 292  | 302  | 325  |

## Obecní správa

### Části obce
- Běšiny
- Hořákov
- Hubenov
- Kozí
- Rajské
- Úloh

### Obecní symboly
Znak a vlajka byly obci uděleny rozhodnutím předsedy Poslanecké sněmovny Parlamentu České republiky dne 6. června 2017.

## Pamětihodnosti
- Kostel Navštívení Panny Marie
- Boží muka na návsi
- Žižkova lípa
- Pomník obětem pochodu hladu v druhé světové válce
- Fara
- Sýpka

## Galerie

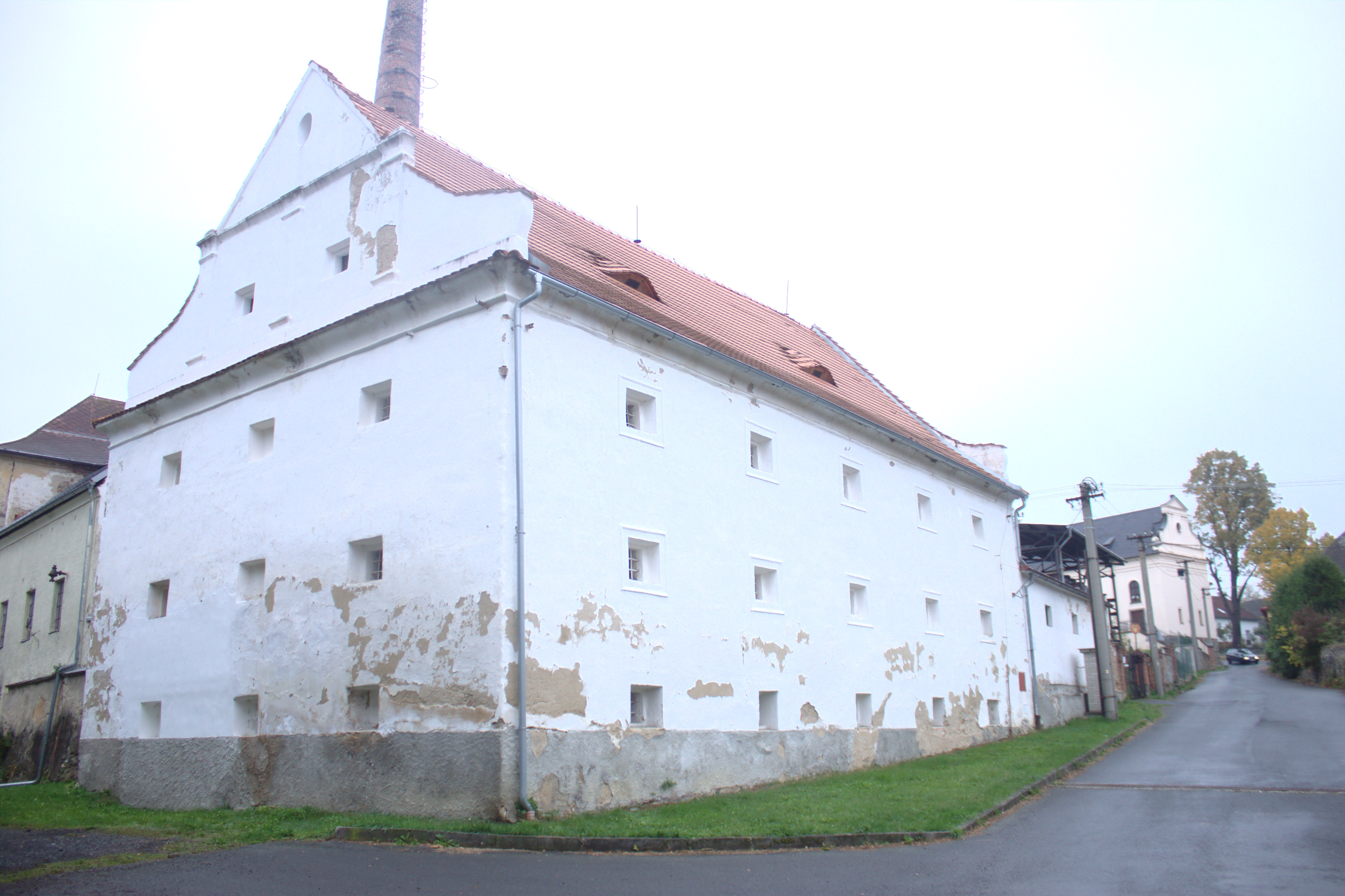
Zámek
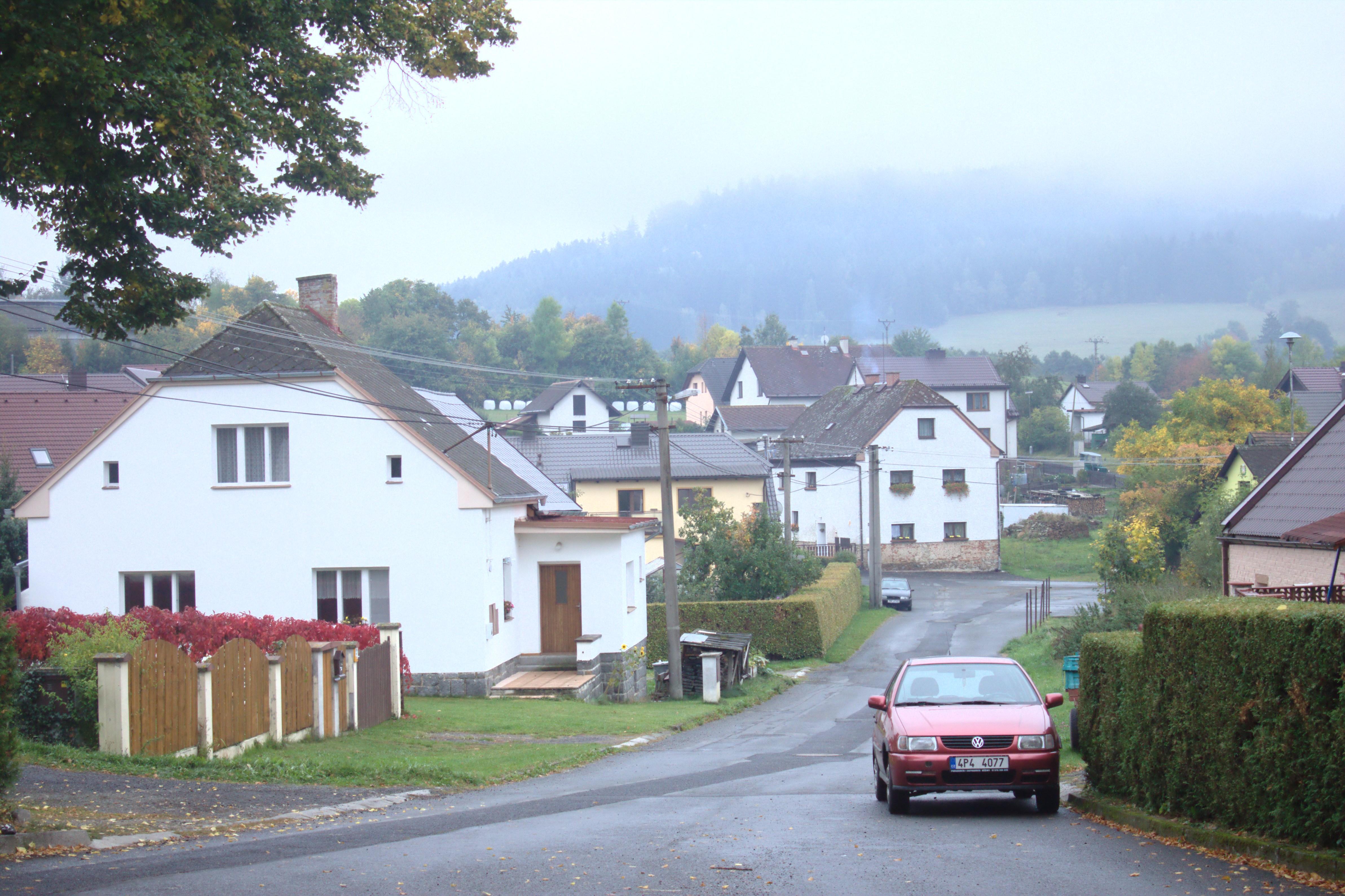
Domy
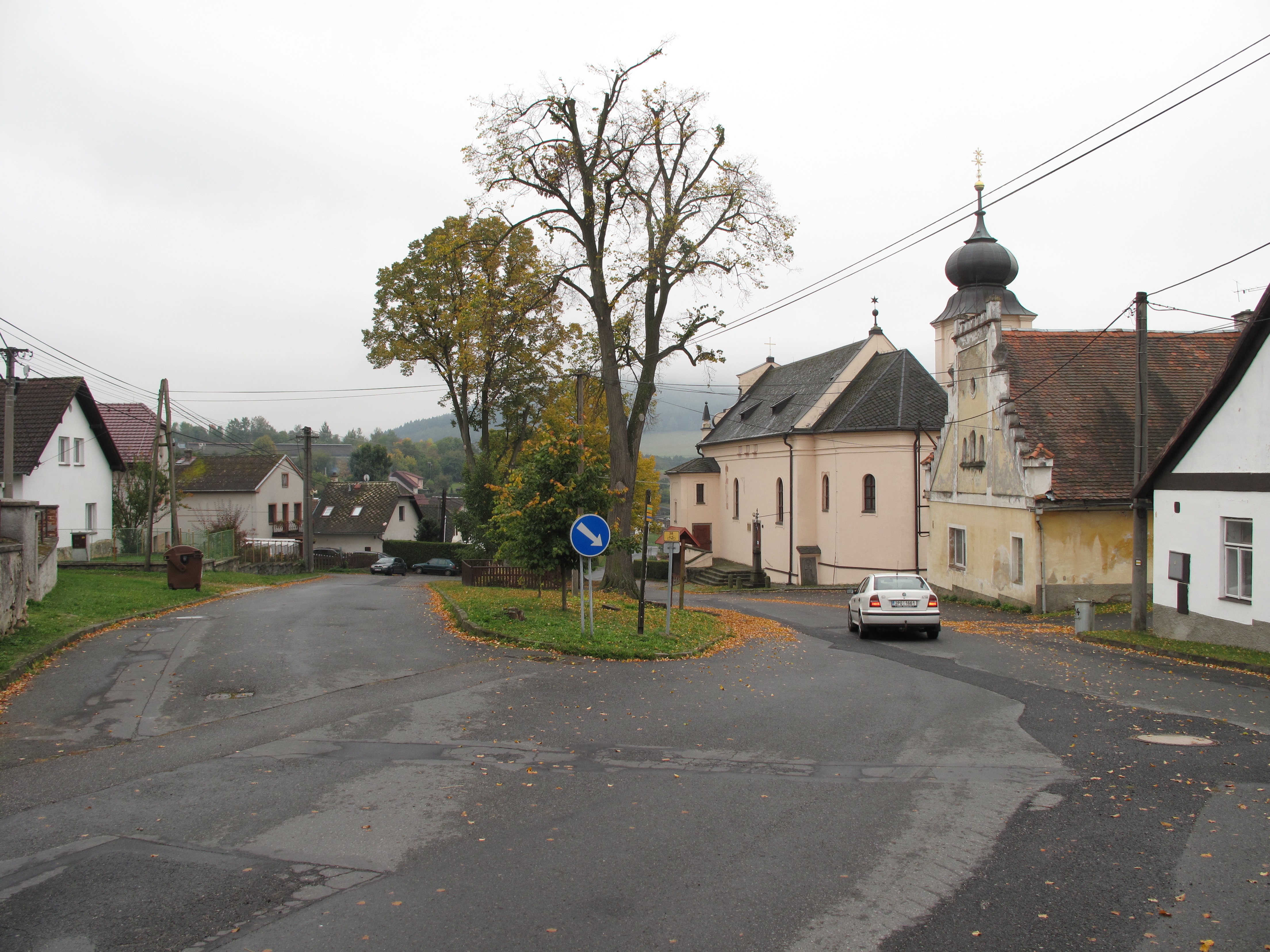
Náves